# Alessandro Valsecchi
Alessandro Valsecchi (* 9. November 1809 in Bergamo; † 6. Mai 1879) war ein italienischer Geistlicher.

## Leben
Alessandro Valsecchi wurde 1809 geboren. Am 16. Juni 1832 wurde er zum Priester für das Bistum Bergamo geweiht. Papst Pius IX. ernannte ihn am 25. Juni 1869 zum Titularbischof von Tiberias und Weihbischof in Bergamo. Fabio Maria Asquini, Kardinalpriester von Santo Stefano al Monte Celio, weihte ihn am 11. Juli 1869 zum Bischof. Mitkonsekratoren waren Filippo Gallo CM, der vormalige Bischof von Bovino, und Francesco Marinelli, Titularbischof von Porphyreon. Am Ersten Vaticanum nahm er als Konzilsvater teil.
Am 22. Dezember 1871 ernannte der Papst ihn zum Koadjutorbischof von Bergamo. Da Pietro Luigi Speranza etwa ein Monat nach ihm starb, folgte er nie als Bischof von Bergamo nach.